# Cesare Lattes
Cesare Mansueto Giulio Lattes (Curitiba, 11 luglio 1924 – Campinas, 8 marzo 2005) è stato un fisico brasiliano.
Insieme con Cecil Frank Powell e Giuseppe Occhialini fu lo scopritore del pione.

## Biografia
Lattes nasce da una famiglia ebraica di immigrati italiani stabilitasi nel sud del Brasile dove segue i primi studi per poi laurearsi nel 1943 presso l'Università di San Paolo in matematica e fisica. Entra presto a far parte di un gruppo di giovani fisici costituitosi in seguito ad un'iniziativa del 1933 del governatore dello Stato di San Paolo con lo scopo di creare un'università di alto livello raggiunto con l'aiuto di esperti inviati da vari governi europei. Fermi diede l'incarico al professore ucraino Gleb Wataghin accompagnato da Giuseppe Occhialini, uno dei maggiori fisici sperimentali del XX secolo.
Recatosi in Inghilterra nel 1946, al Wills Laboratory dell'Università di Bristol, insieme a Occhialini e a Cecil Powell, scopre nel 1947 il pione (o mesone p) - la particella associata alle forze forti che tengono insieme neutroni e protoni nei nuclei atomici - contribuendo così anche alla chiarificazione dell'esperimento di Conversi-Pancini-Piccioni.
Nel 1947 prosegue assieme a Powell le ricerche sui raggi cosmici e le particelle elementari utilizzando come rivelatore l'emulsione delle pellicole fotografiche. Per prima cosa chiede alla Kodak di aggiungere boro all'emulsione con validi risultati. Poco dopo torna in America del Sud dove costruisce un laboratorio sul monte Chacaltaya in Bolivia a 5.200 metri di altezza. Ben presto effettuando esposizioni dell'emulsione, Lattes ed Occhialini scoprono le tracce di una nuova particella, il pione, prevista dalla teoria per spiegare la stabilità del nucleo atomico. Con molta pazienza riesce anche a misurare la massa della particella. Il Nobel per la scoperta verrà però attribuito nel 1950 al solo Cecil Frank Powell.
Nel 1948 riesce a rivelare i pioni prodotti artificialmente dal ciclotrone di Berkeley.  Nel 1949 diventa professore di fisica all'Università di San Paolo e fonda il Centro Brasileiro de Pesquisas Físicas (CBPF), ispirandosi a quanto fatto in Italia da Edoardo Amaldi con l'INFN e che si gioverà, tra gli altri, anche della collaborazione di Richard Feynman e di David Bohm. Direttore del centro dalla fondazione al 1955, ne resterà professore titolare fino al 1994, anno in cui diventò professore emerito.
Dal 1955 al 1957 dirige il laboratorio di Chicago fondato da Fermi, noto in seguito con il nome di Fermilab. Presto sopraggiungono disturbi psicologici che tuttavia non gli impediscono di continuare le ricerche per 23 anni soprattutto sui raggi cosmici di elevatissima energia nel laboratorio d'alta quota boliviano mediante l'esposizione di un nuovo tipo di emulsione al piombo. Nel 1969 misura la masse delle cosiddette fireball.
Lattes si ritira nel 1986, anno in cui riceve il titolo di dottore honoris causa e professore emerito dall'Università statale di Campinas nei pressi della quale egli continua a vivere fino alla morte sopraggiunta per un attacco di cuore.